# セント・マーク教区 (ドミニカ国)
セント・マーク教区（英語: Saint Mark Parish）は、ドミニカ国の行政教区。島の南部に位置し、国内最南端地点が存在する。面積は10.4平方キロメートルで、セント・ルーク教区に次いで小さい。人口は1,767人（2011年国勢調査）。
西のスフリエール湾を中心に集落が形成されており、北から最大都市のスフリエール、内陸部のガリオン、西に突き出たスコッツ・ヘッド岬の根元にあるスコッツ・ヘッドといった順に並んでいる。またスコッツ・ヘッド岬と都市の間は、西インド諸島で唯一の陸繋砂州が形成されている。その一方で南岸部に集落はない。東部内陸は登山道が整備され自然遊歩道を楽しむことが出来る。
交通の便は悪く、教区の出入口は北のセント・ルーク教区との境にある峠のみで、東のセント・パトリック教区へ向かう道路は存在しない。なおセント・ルーク教区は南北方面のみ移動が可能なため、別の地域へ移動する場合はセント・ジョージ教区まで向かう必要がある。

## 都市
教会はスフリエールに所在するが、教区の行政中心地は存在しない。自治体はこれらすべての集落を包括したスフリエール＝スコッツ・ヘッド＝ガリオン村の1つのみである。
- Coulibrie Estate
- ガリオン（英語版） (Galion)
- スコッツ・ヘッド（英語版） (Scotts Head)
- スフリエール (Soufrière)